# Minigris

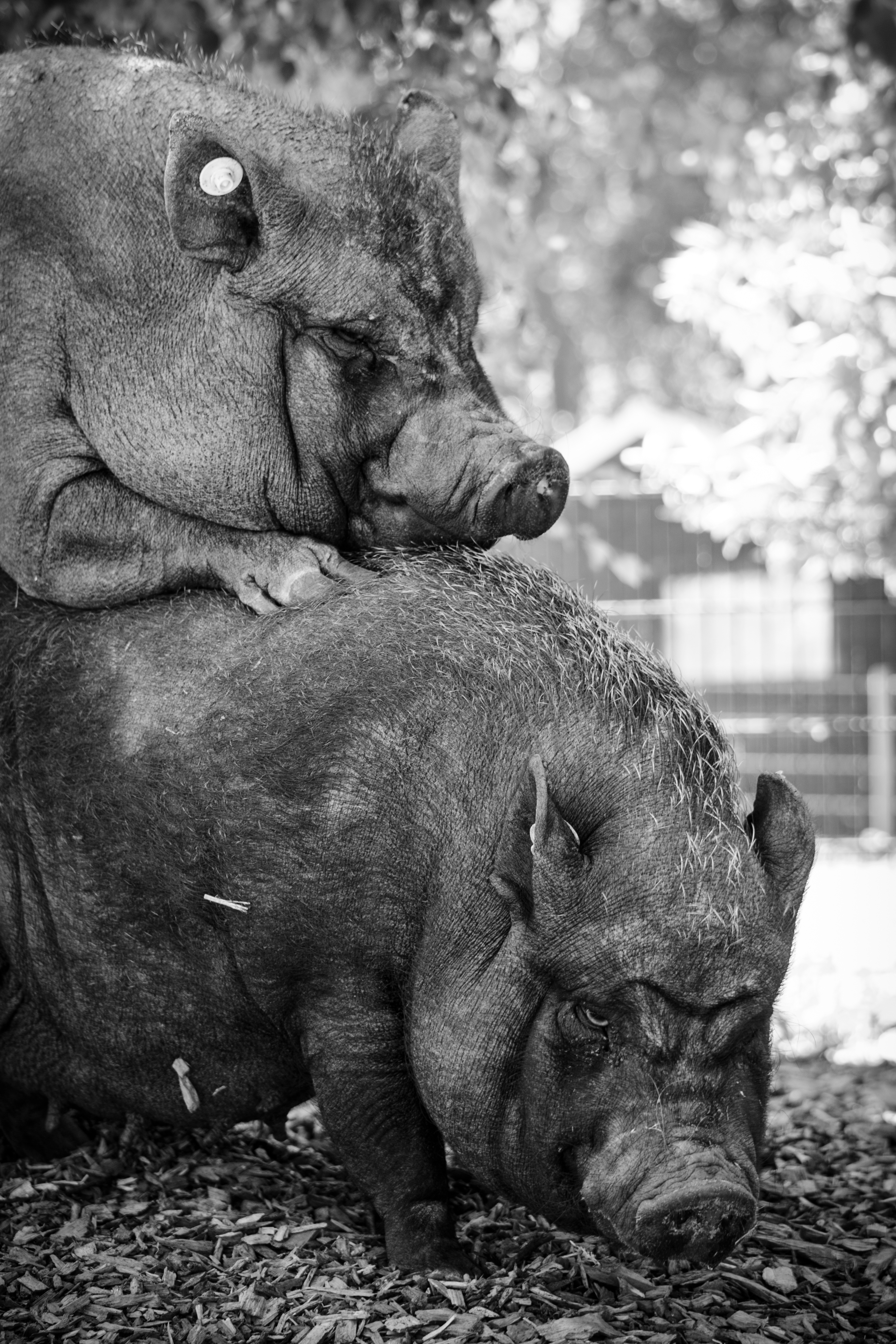
En minisugga som försöker bestiga en annan minisugga.

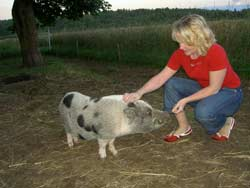
Vuxen minigrisgalt ca 30 kg.

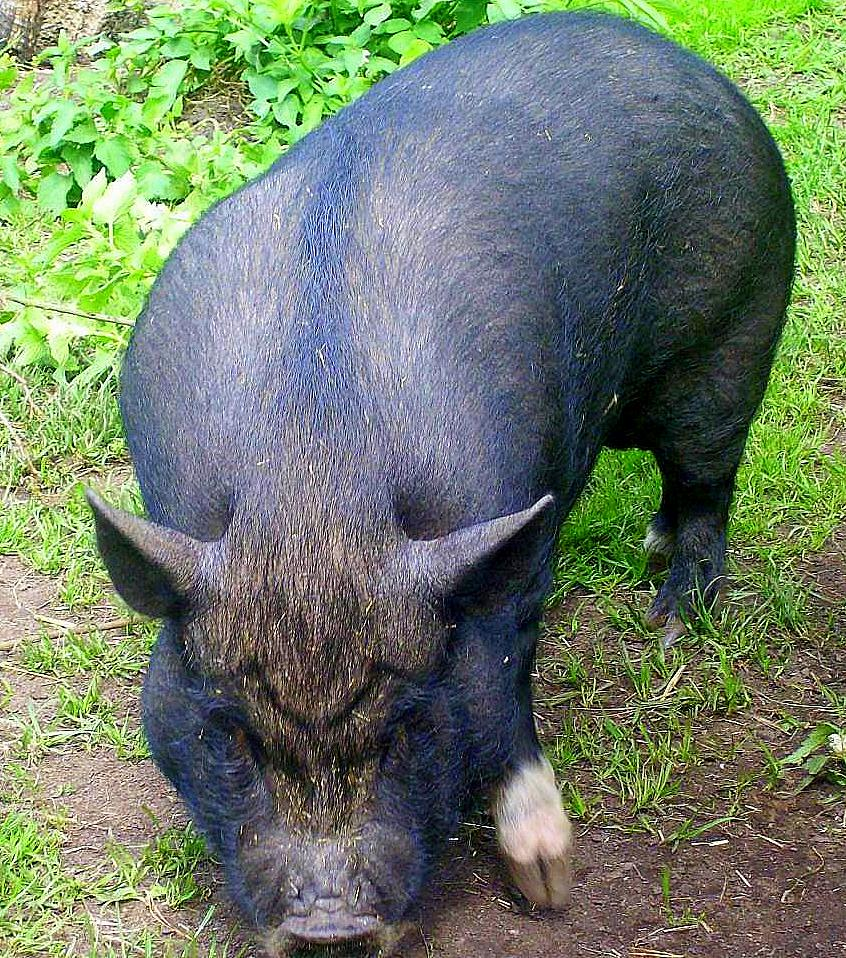
En svensk minigris.

Minigris är ett samlingsnamn för små raser av det vanliga tamsvinet, som hålls som sällskapsdjur och väger mindre än 80 kilo som vuxen. Minigrisen hade en popularitetsvåg under 1980- och tidigt 1990-tal. Normal vikt för en vuxen minigris vanligtvis 20–80 kg, men det förekommer både större och mindre varianter. Livslängden för en minigris är 10-15 år. Minigrisar blir könsmogna vid 2-4 månaders ålder.

## Historia
På 1960-talet skickades vietnamesiska hängbukssvin till djurparker i västerländska städer och användes för medicinsk forskning inom toxikologi, farmakologi, pulmonologi, kardiologi, åldrande och som organkälla för organtransplantation. Dessa jämförelsevis mindre grisar var lättare att arbeta med än större grisraser, som vanligtvis når vikter på 270 kg.
Många minigrisar har selektivt avlats sedan mitten av 1900-talet specifikt för laboratoriebruk inom medicinsk forskning. Bland dessa finns klongrisen och ohminigrisen från Japan, den tjeckiska minigrisen, den tyska Göttingen-minigrisen, Lao-sunggrisen från Taiwan, den ryska minisibgrisen, den utdöda Minnesota-miniatyrgrisen från USA och westrangrisen från Australien. Vissa minigrisar har avlats för att marknadsföras som sällskapsdjur.

## Användning
Minigrisar har använts för medicinsk forskning, som toxikologi, farmakologi, experimentell kirurgi, pulmonologi, kardiologi, xenotransplantation, ortopediska ingrepp  och åldrandestudier. Minigrisar används huvudsakligen för biokemiska, anatomiska och fysiologiska likheter med människor. De utvecklas också snabbt, vilket gör dem lättare att avla och har mer genomisk bakgrund jämfört med andra djurmodeller inom toxikologi. Idag används mer än 60 000 grisar för vetenskaplig forskning. Till exempel arbetar forskare med att studera möjligheten att använda grishjärtan för organtransplantationer av mänskliga hjärtan, och arbete har gjorts för att genetiskt modifiera grisarnas vävnader för att accepteras av det mänskliga immunsystemet.

## Användning för terapi
Grisar har använts i olika typer av djurassisterad terapi.

## Raser
- Göttinger Minigris
- Münchner Miniatyrgris
- Vietnamesiska hängbukssvin
- Minnesota Minipig
- Panepinto
- Ohmini
- Clawn
- Hanford
- Yucatan
- Mini-Sib
- Pitman-Moore

Beteckningar såsom "Bergsträsser Knirps" eller "Wiesenauer Minisvin" är ingen garanti för rasstandard och kan på sin höjd tillmätas värde som avelslinje. Namnen utpekar endast djurets härstamning och är valt av uppfödaren själv.